# Гожувское воеводство
Го́жувское воево́дство (Гожовское воеводство; пол. województwo gorzowskie) — воеводство на западе Польши, существовавшее в 1975–1998 годах. Представляло собой одну из 49 основных единиц административного деления Польши, упраздненных в ходе административной реформы Польши 1998 года. Занимало площадь 8484 км². Административным центром воеводства являлся город Гожув-Велькопольски. Граничило с ГДР (после 3 октября 1990 — с ФРГ) на западе и 5 другими воеводствами: Кошалинским и Щецинским на севере, Пильским и Познанским на востоке, и Зелёногурским на юге.

## История

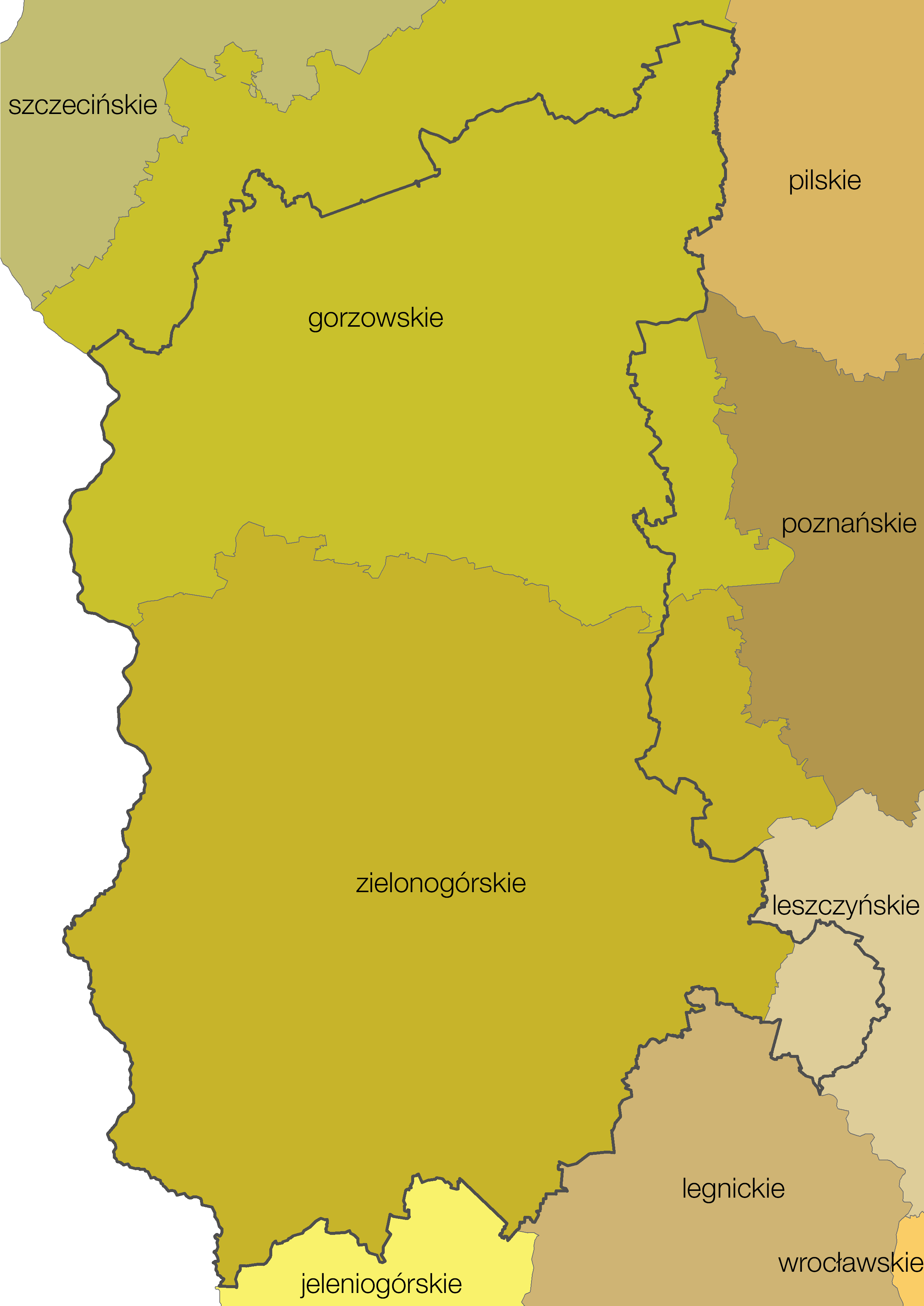
Гожувское воеводство и граница территории Любушского воеводства (чёрный контур)

Гожувское воеводство было образовано в результате административной реформы 1975 года, заняв территорию примерно соответствующую северной половине Зелёногурского воеводства, а также участок из 23 административных единиц южной части Щецинского воеводства, прилегавший к Зелёногурскому воеводству на севере, и небольшую часть, состоящую из 4 административных единиц, на западе Познанского воеводства. Изначально площадь воеводства составляла 8498 км² и было подразделено на 70 административных единиц (21 город и 49 гмин).
После административной реформы воеводство прекратило своё существование и его территория была разделена главным образом между Любушским и Западно-Поморским воеводствами, а также небольшая часть отошла к Великопольскому воеводству.

## Города
Города воеводства по числу жителей (по состоянию на 31 декабря 1998 года):
- Гожув-Велькопольски – 126 019
- Мендзыжеч – 20 155
- Слубице – 17 637
- Костшин-над-Одрон – 17 300
- Хощно – 16 053
- Барлинек – 15 134
- Дембно – 14 405
- Мыслибуж – 12 676
- Мендзыхуд – 11 224
- Дрезденко – 10 600
- Сквежина – 10 477
- Стшельце-Краеньске – 10 299
- Суленцин – 10 071
- Витница – 6800
- Жепин – 6500
- Осьно-Любуске – 3750
- Добегнев – 3200
- Реч – 3000
- Пелчице – 2700
- Дравно – 2400
- Тшцель – 2300
- Любневице – 2000

## Население
| Год       | 1975    | 1980    | 1985    | 1990    | 1995    | 1998    |
| Население | 434 100 | 455 400 | 482 200 | 500 700 | 510 700 | 514 300 |